# Корифа зонтоносная
Корифа зонтоносная, или таллипотовая пальма, или корифа зонтичная, или «пальма тени» (лат. Corypha umbraculifera) — монокарпический вид пальм рода Corypha:425.

## Ботаническое описание
Корифа зонтоносная — дерево со стволом высотой до 25 метров и диаметром до метра, с большими веерными листьями до шести метров в диаметре на зеленых черешках до трёх метров в длину:416. Каждый лист рассечен на 80—110 листовых сегментов, расходящихся от общего центра. Оставшиеся в нижней части ствола дерева основания отпавших черешков листьев напоминают рога носорогов.
Достигает зрелости и зацветает к 50—60 годам, тогда же начинают засыхать и отпадать верхние листья. На верхушке ствола, над листьями, у цветущих растений появляется самое большое в царстве растений соцветие из мириад желтовато-белых цветков, размером до пяти метров. Цветки обоеполые, с тремя чашелистиками, тремя лепестками и шестью тычинками. Завязь трехгнездная.
Через год после начала цветения созревают плоды, представляющие собой зелено-коричневые сочные однокостянки диаметром около 4 см, в количестве до двух тонн на одном растении, после чего растение отмирает.

## Распространение
Корифа зонтоносная распространена в Индии (штаты Керала, Карнатака, Махараштра, Тамилнад) и на Шри-Ланке.

## Применение
Листья растений используются местным населением для изготовления зонтиков, вееров, как кровельный материал для жилищ:425. Из ствола корифы зонтоносной в Индии добывали крупу саго. Полоски из листовых сегментов корифы зонтоносной, скрепленные лакированными палочками, в древние времена использовались буддийскими монахами в качестве материала для написания книг:425.
|                                                        |  |
| Нижняя часть ствола с остатками черешков листьев, лист |  |